# Los Lobotomys
Los Lobotomys ist eine gelegentliche Rockband der beiden Gründungsmitglieder Steve Lukather und David Garfield sowie zahlreichen wechselnden Mitgliedern wie z. B. Jeff Porcaro, Simon Phillips, Lenny Castro, Michael Landau u.v.m., größtenteils aus der Nähe von Los Angeles. Die Titelmusik der Fernsehserie Balko ist von ihnen komponiert.

## Diskografie
| Jahr | Titel                                                 | Gastmusiker (u. A.)                                           |
| ---- | ----------------------------------------------------- | ------------------------------------------------------------- |
| 1989 | Los Lobotomys (Livealbum)                             | u. A. Jeff Porcaro, Lenny Castro, Will Lee                    |
| 1994 | Candyman                                              | u. A. Simon Phillips, Lenny Castro, David Paich, Paul Rodgers |
| 1996 | Down On My Luck (Soundtrack der Fernsehserie „Balko“) | Simon Phillips, John Pena                                     |
| 1997 | Los Lobotomys (Livealbum, Neuauflage)                 | siehe oben                                                    |
| 1994 | The Official Bootleg (Livealbum)                      | u. A. Simon Phillips, John Pena                               |

David Garfield und John Péna veröffentlichten ein Bootleg, ohne dieses vorher mit Steve Lukather und Simon Phillips zu besprechen. Dadurch kam es zum Zerwürfnis der Musiker, das bis dato noch immer anhält.